# Plumbago montis-elgonis
Plumbago montis-elgonis är en triftväxtart som beskrevs av Arthur Allman Bullock. Plumbago montis-elgonis ingår i släktet blyblommor, och familjen triftväxter. Inga underarter finns listade i Catalogue of Life.